# Dikranostigma

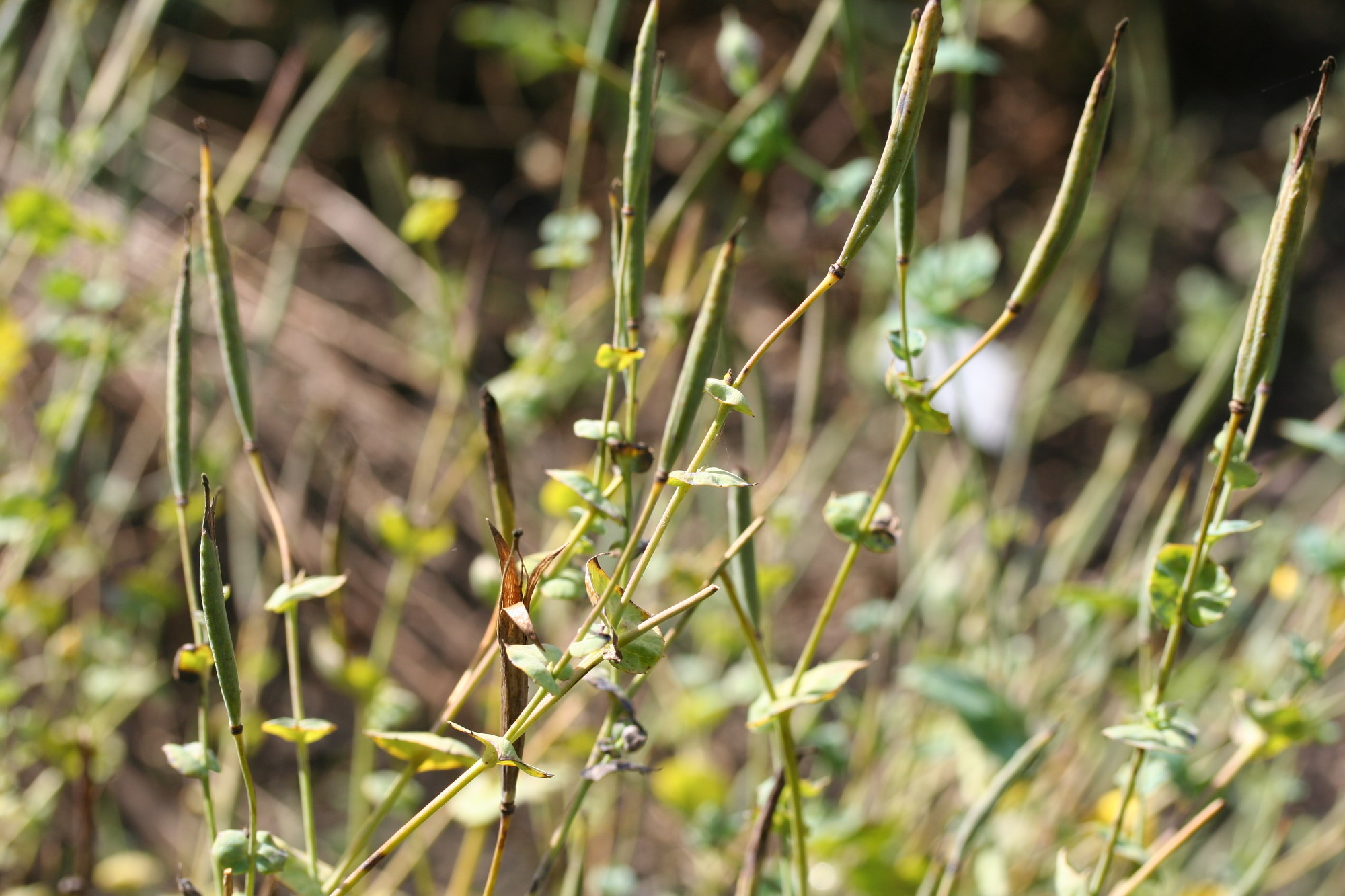
Owoce Dicranostigma erectum

Dikranostigma (Dicranostigma) – rodzaj roślin z rodziny makowatych. Obejmuje 8 gatunków występujących w południowo-wschodniej i wschodniej Azji. Rośliny zawierają żółty sok mleczny. Gatunkiem typowym jest Dicranostigma lactucoides J. D. Hooker et T. Thomson

## Morfologia
Rośliny zielne, jednoroczne i dwuletnie. Pędy krótko owłosione lub nagie. Liście skupione u nasady pędu w rozetę i tu ogonkowe, pierzasto wrębne lub podzielone. Liście łodygowe skrętoległe, siedzące, pierzasto podzielone lub grubo, nieregularnie ząbkowane. Kwiaty wyrastają pojedynczo lub skupione po kilka na szczytach pędów. Działki kielich z dwóch owalnych działek, nagich lub owłosionych. Płatki 4 żółte lub pomarańczowe. Pręciki liczne, pylniki wydłużone. Zalążnia z 2 owocolistków jednokomorowa. Szyjka słupka bardzo krótka, zakończona główkowatym znamieniem. Owocem jest wąska torebka otwierająca się dwiema klapami, zawierająca liczne nasiona. 

## Systematyka
Pozycja systematyczna według Angiosperm Phylogeny Website (aktualizowany system APG III z 2009)
Rodzaj z plemienia Chelidonieae, podrodziny Papaveroideae, rodziny makowatych Papaveraceae, do rzędu jaskrowców (Ranunculales) i wraz z nim do okrytonasiennych.
Gatunki
- Dicranostigma erectum K.-F.Günther
- Dicranostigma fimbrilligerum (Boiss.) C.H.An
- Dicranostigma franchetianum (Prain) Fedde
- Dicranostigma henanense S.Y.Wang & L.H.Wu
- Dicranostigma iliensis C.Y.Wu & H.Chuang
- Dicranostigma lactucoides Hook.f. & Thomson – dikranostigma sałatowata[7]
- Dicranostigma leptopodum (Maxim.) Fedde
- Dicranostigma platycarpum C.Y.Wu & H.Chuang